# Karl Hohmann
Karl Johann Hohmann (ur. 18 czerwca 1908 w Benrath, zm. 31 marca 1974 w Düsseldorfie) – niemiecki piłkarz występujący na pozycji napastnika, reprezentant Niemiec w latach 1930–1937, olimpijczyk, brązowy medalista Mistrzostw Świata 1934, trener piłkarski.

## Kariera klubowa
Występował w VfL 06 Benrath oraz FK Pirmasens.

## Kariera reprezentacyjna
W reprezentacji Niemiec zagrał 26 razy i strzelił 20 bramek. Debiutował 7 września 1930 w meczu z Danią, ostatni raz zagrał w 1937 roku. Podczas Mistrzostw Świata 1934, na których Niemcy wywalczyli brązowy medal, wystąpił w dwóch meczach i strzelił 2 gole w meczu ze Szwecją. Brał udział w Igrzyskach Olimpijskich 1936.

## Kariera trenerska
W trakcie kariery trenerskiej prowadził Union Ohligs, TSG Vohwinkel 80, Rot-Weiss Essen oraz Rheydter Spielverein. Z Rot-Weiss Essen zdobył Puchar RFN.

## Sukcesy
Niemcy
- brązowy medal mistrzostw świata: 1934